# Comitatul Tolna
Comitatul Tolna, cunoscut și ca Varmeghia Tolna (în maghiară Fejér vármegye, în germană Komitat Tolna, în latină Comitatus Tolnensis), a fost o unitate administrativă a Regatului Ungariei și a Republicii Ungare din secolul XI și până în 1950. În prezent, majoritatea teritoriului fostului comitat face parte din județul Tolna (aflat în centrul Ungariei). Capitala comitatului a fost orașul Szekszárd (în germană Sechshard).

## Geografie
Comitatul Tolna se învecina la vest cu Comitatul Somogy, la nord cu comitatele Veszprém și Fejér, la est cu Comitatul Pest-Pilis-Solt-Kiskun și la sud cu Comitatul Baranya. Fluviul Dunărea forma o mare parte din limita sa estică. Suprafața comitatului în 1910 era de 3.537 km², incluzând suprafețele de apă.

## Istorie
Comitatul Tolna este unul dintre cele mai vechi comitate din Regatul Ungariei, el fiind atestat încă din secolul XI. Granițele comitatului au fost rectificate de-a lungul vremii.
În anul 1950, comitatul Tolna a fost desființat și majoritatea teritoriului său a format județul Tolna din cadrul noului stat Ungaria.

## Demografie
În 1891, populația comitatului era de 251.098 locuitori, dintre care: 
- Maghiari -- 169.346 (67,44%)
- Germani -- 80.114 (31,90%)
- Sârbi -- 1.048 (0,41%)
- Slovaci -- 769 (0,30%)
- Români -- 266 (0,10%)
- Alții -- 555 (0,22%)

În 1910, populația comitatului era de 267.259 locuitori, dintre care: 
- Maghiari -- 189.521 (70,91%)
- Germani -- 74.376 (27,82%)
- Sârbi -- 1.102 (0,41%)
- Slovaci -- 789 (0,29%)

## Subdiviziuni
La începutul secolului 20, subdiviziunile comitatului Tolna erau următoarele:
| Districte (járás)                          | Districte (járás) |
| District                                   | Capitală          |
| ------------------------------------------ | ----------------- |
| Dombóvár                                   | Dombóvár          |
| Dunaföldvár                                | Paks              |
| Központ                                    | Szekszárd         |
| Simontornya                                | Gyönk             |
| Tamási                                     | Tamási            |
| Völgység                                   | Bonyhád           |
| Districte urbane (rendezett tanácsú város) |                   |
| Szekszárd                                  |                   |